# Wijken en buurten in Rotterdam
De Nederlandse gemeente Rotterdam is voor statistische doeleinden onderverdeeld in wijken en buurten. De gemeente is verdeeld in de volgende statistische wijken:
- Wijk 01 Stadscentrum (CBS-wijkcode: 059901)
- Wijk 03 Delfshaven (CBS-wijkcode: 059903)
- Wijk 04 Overschie (CBS-wijkcode: 059904)
- Wijk 05 Noord (CBS-wijkcode: 059905)
- Wijk 06 Hillegersberg-Schiebroek (CBS-wijkcode: 059906)
- Wijk 08 Kralingen-Crooswijk (CBS-wijkcode: 059908)
- Wijk 10 Feijenoord (CBS-wijkcode: 059910)
- Wijk 12 IJsselmonde (CBS-wijkcode: 059912)
- Wijk 13 Pernis (CBS-wijkcode: 059913)
- Wijk 14 Prins Alexander (CBS-wijkcode: 059914)
- Wijk 15 Charlois (CBS-wijkcode: 059915)
- Wijk 16 Hoogvliet (CBS-wijkcode: 059916)
- Wijk 17 Hoek van Holland (CBS-wijkcode: 059917)
- Wijk 18 Spaanse Polder (CBS-wijkcode: 059918)
- Wijk 19 Nieuw-Mathenesse (CBS-wijkcode: 059919)
- Wijk 21 Waalhaven-Eemhaven (CBS-wijkcode: 059921)
- Wijk 22 Vondelingenplaat (CBS-wijkcode: 059922)
- Wijk 23 Botlek-Europoort-Maasvlakte (CBS-wijkcode: 059923)
- Wijk 24 Rotterdam-Noord-West (CBS-wijkcode: 059924)
- Wijk 25 Rivium (CBS-wijkcode: 059925)
- Wijk 26 Bedrijventerrein Schieveen (CBS-wijkcode: 059926)
- Wijk 27 Rozenburg (CBS-wijkcode: 059927)

Een statistische wijk kan bestaan uit meerdere buurten. Onderstaande tabel geeft de buurtindeling met kentallen volgens het Centraal Bureau voor de Statistiek (2008):
| CBS-buurtcode | Buurtnaam                                                                              | Inwonertal | Opp. totaal (ha) | Opp. land (ha) | Ligging                |
| ------------- | -------------------------------------------------------------------------------------- | ---------- | ---------------- | -------------- | ---------------------- |
| BU05990110    | Stadsdriehoek                                                                          | 12060      | 172              | 134            | Locatie in de gemeente |
| BU05990111    | Oude Westen                                                                            | 9500       | 59               | 59             | Locatie in de gemeente |
| BU05990112    | Cool                                                                                   | 4210       | 61               | 61             | Locatie in de gemeente |
| BU05990113    | CS-kwartier                                                                            | 970        | 39               | 39             | Locatie in de gemeente |
| BU05990117    | Kop van Zuid; nummer en kaart zijn verouderd, valt sinds 3 maart 2010 onder Feijenoord | 1050       | 75               | 26             | Locatie in de gemeente |
| BU05990118    | Nieuwe Werk                                                                            | 1660       | 99               | 70             | Locatie in de gemeente |
| BU05990119    | Dijkzigt                                                                               | 640        | 51               | 49             | Locatie in de gemeente |
| BU05990320    | Delfshaven                                                                             | 6280       | 53               | 41             | Locatie in de gemeente |
| BU05990321    | Bospolder                                                                              | 6890       | 38               | 38             | Locatie in de gemeente |
| BU05990322    | Tussendijken                                                                           | 6290       | 40               | 37             | Locatie in de gemeente |
| BU05990323    | Spangen                                                                                | 9520       | 64               | 59             | Locatie in de gemeente |
| BU05990324    | Nieuwe Westen                                                                          | 18600      | 122              | 122            | Locatie in de gemeente |
| BU05990325    | Middelland                                                                             | 11050      | 70               | 70             | Locatie in de gemeente |
| BU05990327    | Oud-Mathenesse                                                                         | 6400       | 82               | 82             | Locatie in de gemeente |
| BU05990328    | Witte Dorp                                                                             | 580        | 4                | 4              | Locatie in de gemeente |
| BU05990329    | Schiemond                                                                              | 4290       | 106              | 51             | Locatie in de gemeente |
| BU05990451    | Kleinpolder                                                                            | 7290       | 131              | 125            | Locatie in de gemeente |
| BU05990452    | Noord-Kethel                                                                           | 70         | 253              | 241            | Locatie in de gemeente |
| BU05990454    | Schieveen                                                                              | 420        | 429              | 422            | Locatie in de gemeente |
| BU05990455    | Zestienhoven                                                                           | 880        | 590              | 573            | Locatie in de gemeente |
| BU05990456    | Overschie                                                                              | 6700       | 169              | 147            | Locatie in de gemeente |
| BU05990457    | Landzicht                                                                              | 400        | 8                | 8              | Locatie in de gemeente |
| BU05990515    | Agniesebuurt                                                                           | 4080       | 36               | 36             | Locatie in de gemeente |
| BU05990516    | Provenierswijk                                                                         | 4420       | 30               | 30             | Locatie in de gemeente |
| BU05990531    | Bergpolder                                                                             | 7450       | 46               | 45             | Locatie in de gemeente |
| BU05990532    | Blijdorp                                                                               | 9300       | 168              | 162            | Locatie in de gemeente |
| BU05990534    | Liskwartier                                                                            | 7340       | 59               | 57             | Locatie in de gemeente |
| BU05990535    | Oude Noorden                                                                           | 16600      | 106              | 101            | Locatie in de gemeente |
| BU05990558    | Blijdorpse Polder                                                                      | 100        | 91               | 85             | Locatie in de gemeente |
| BU05990660    | Schiebroek                                                                             | 15160      | 493              | 487            | Locatie in de gemeente |
| BU05990661    | Hillegersberg-Zuid                                                                     | 7620       | 127              | 119            | Locatie in de gemeente |
| BU05990662    | Hillegersberg-Noord                                                                    | 7040       | 306              | 188            | Locatie in de gemeente |
| BU05990664    | Terbregge                                                                              | 3470       | 188              | 179            | Locatie in de gemeente |
| BU05990665    | Molenlaankwartier                                                                      | 7560       | 214              | 203            | Locatie in de gemeente |
| BU05990814    | Rubroek                                                                                | 7820       | 53               | 52             | Locatie in de gemeente |
| BU05990836    | Nieuw-Crooswijk                                                                        | 2770       | 111              | 104            | Locatie in de gemeente |
| BU05990837    | Oud-Crooswijk                                                                          | 7820       | 54               | 49             | Locatie in de gemeente |
| BU05990841    | Kralingen-West                                                                         | 15370      | 105              | 105            | Locatie in de gemeente |
| BU05990842    | Kralingen-Oost                                                                         | 6690       | 204              | 202            | Locatie in de gemeente |
| BU05990843    | Kralingse Bos                                                                          | 120        | 446              | 327            | Locatie in de gemeente |
| BU05990845    | De Esch                                                                                | 4350       | 243              | 169            | Locatie in de gemeente |
| BU05990847    | Struisenburg                                                                           | 4400       | 61               | 38             | Locatie in de gemeente |
| BU05991079    | Kop van Zuid-Entrepot                                                                  | 7640       | 82               | 74             | Locatie in de gemeente |
| BU05991080    | Vreewijk                                                                               | 13950      | 204              | 203            | Locatie in de gemeente |
| BU05991081    | Bloemhof                                                                               | 13180      | 80               | 80             | Locatie in de gemeente |
| BU05991082    | Hillesluis                                                                             | 10660      | 90               | 90             | Locatie in de gemeente |
| BU05991085    | Katendrecht                                                                            | 3660       | 119              | 56             | Locatie in de gemeente |
| BU05991086    | Afrikaanderwijk                                                                        | 9300       | 48               | 48             | Locatie in de gemeente |
| BU05991087    | Feijenoord                                                                             | 7420       | 100              | 63             | Locatie in de gemeente |
| BU05991088    | Noordereiland                                                                          | 3280       | 67               | 25             | Locatie in de gemeente |
| BU05991283    | Oud-IJsselmonde                                                                        | 5790       | 315              | 196            | Locatie in de gemeente |
| BU05991284    | Lombardijen                                                                            | 13110      | 261              | 260            | Locatie in de gemeente |
| BU05991289    | Groot-IJsselmonde                                                                      | 26960      | 583              | 578            | Locatie in de gemeente |
| BU05991290    | Beverwaard                                                                             | 12140      | 152              | 149            | Locatie in de gemeente |
| BU05991391    | Pernis                                                                                 | 4740       | 160              | 160            | Locatie in de gemeente |
| BU05991444    | 's-Gravenland                                                                          | 8520       | 223              | 208            | Locatie in de gemeente |
| BU05991446    | Kralingse Veer                                                                         | 1710       | 64               | 50             | Locatie in de gemeente |
| BU05991448    | Prinsenland                                                                            | 10160      | 179              | 171            | Locatie in de gemeente |
| BU05991449    | Het Lage Land                                                                          | 9630       | 216              | 214            | Locatie in de gemeente |
| BU05991463    | Ommoord                                                                                | 24260      | 448              | 438            | Locatie in de gemeente |
| BU05991466    | Zevenkamp                                                                              | 16980      | 216              | 213            | Locatie in de gemeente |
| BU05991467    | Oosterflank                                                                            | 10630      | 164              | 161            | Locatie in de gemeente |
| BU05991468    | Nesselande                                                                             | 7340       | 513              | 398            | Locatie in de gemeente |
| BU05991570    | Charlois Zuidrand                                                                      | 665        | xxx              | xxx            | {{{kaart}}}            |
| BU05991571    | Tarwewijk                                                                              | 10800      | 113              | 84             | Locatie in de gemeente |
| BU05991572    | Carnisse                                                                               | 9960       | 62               | 62             | Locatie in de gemeente |
| BU05991573    | Zuidwijk                                                                               | 12160      | 153              | 153            | Locatie in de gemeente |
| BU05991574    | Oud-Charlois                                                                           | 12590      | 149              | 135            | Locatie in de gemeente |
| BU05991575    | Wielewaal                                                                              | 960        | 21               | 21             | Locatie in de gemeente |
| BU05991576    | Zuidplein                                                                              | 880        | 26               | 26             | Locatie in de gemeente |
| BU05991577    | Pendrecht                                                                              | 11890      | 123              | 123            | Locatie in de gemeente |
| BU05991578    | Zuiderpark                                                                             | 1250       | 521              | 499            | Locatie in de gemeente |
| BU05991593    | Heijplaat                                                                              | 1610       | 41               | 41             | Locatie in de gemeente |
| BU05991692    | Hoogvliet-Noord                                                                        | 13260      | 532              | 502            | Locatie in de gemeente |
| BU05991699    | Hoogvliet-Zuid                                                                         | 21640      | 541              | 480            | Locatie in de gemeente |
| BU05991701    | Strand en Duin                                                                         | 1150       | 468              | 370            | Locatie in de gemeente |
| BU05991702    | Dorp                                                                                   | 8180       | 381              | 326            | Locatie in de gemeente |
| BU05991703    | Rijnpoort                                                                              | 70         | 896              | 704            | Locatie in de gemeente |
| BU05991853    | Spaanse Polder                                                                         | 160        | 204              | 185            | Locatie in de gemeente |
| BU05991926    | Nieuw-Mathenesse                                                                       | 20         | 218              | 134            | Locatie in de gemeente |
| BU05992194    | Waalhaven                                                                              | 10         | 618              | 257            | Locatie in de gemeente |
| BU05992196    | Eemhaven                                                                               | 30         | 680              | 452            | Locatie in de gemeente |
| BU05992198    | Waalhaven-Zuid                                                                         | 0          | 187              | 186            | Locatie in de gemeente |
| BU05992295    | Vondelingenplaat                                                                       | 0          | 911              | 683            | Locatie in de gemeente |
| BU05992306    | Botlek                                                                                 | 0          | 2474             | 1630           | Locatie in de gemeente |
| BU05992307    | Europoort                                                                              | 0          | 3405             | 1844           | Locatie in de gemeente |
| BU05992308    | Maasvlakte                                                                             | 0          | 3941             | 2385           | Locatie in de gemeente |
| BU05992459    | Bedrijventerrein Rotterdam Noord-West                                                  | 10         | 117              | 111            | Locatie in de gemeente |
| BU05992540    | Rivium                                                                                 | 0          | 11               | 11             | Locatie in de gemeente |
| BU05992650    | Bedrijventerrein Schieveen                                                             | 0          | 152              | 152            | Locatie in de gemeente |
| BU05992704    | Rozenburg (Zuid-Holland)                                                               | 12380      | xxx              | xxx            | {{{kaart}}}            |
| BU05992705    | Noordzeeweg                                                                            | 0          | xxx              | xxx            | {{{kaart}}}            |

Rotterdam Centrum ·
Rotterdam-Noord ·
Rotterdam-Oost ·
Rotterdam-West ·
Rotterdam-Zuid ·
110-Morgen ·
Afrikaanderwijk ·
Agniesebuurt ·
Bergpolder ·
Beverwaard ·
Blijdorp ·
Blijdorpse polder ·
Bloemhof ·
Boomgaardshoek ·
Bospolder-Tussendijken ·
CS-kwartier ·
Carnisserbuurt ·
Cool ·
Crooswijk ·
De Esch ·
De Veranda ·
Delfshaven ·
Delfshaven-Schiemond ·
Dijkzigt ·
Feijenoord ·
Gadering ·
Groenenhagen-Tuinenhoven ·
Groot-IJsselmonde ·
Heijplaat ·
Het Lage Land ·
Hillegersberg ·
Hillesluis ·
Homerusbuurt ·
Hordijkerveld ·
Kandelaar ·
Karl Marxbuurt ·
Katendrecht ·
Kiefhoek ·
Kleinpolder ·
Kleiwegkwartier ·
Kop van Zuid ·
Kralingen ·
Kralingse Veer ·
Kreekhuizen ·
Landzicht ·
Liskwartier ·
Lloydkwartier ·
Lombardijen ·
Meeuwenplaat ·
Middelland ·
Middengebied ·
Millinxbuurt ·
Molenlaankwartier ·
Molièrebuurt ·
Nesselande ·
Nieuw Engeland ·
Nieuw-Mathenesse ·
Nieuwe Westen ·
Nooddorp ·
Noordereiland ·
Ommoord ·
Oosterflank ·
Oud-Charlois ·
Oud-IJsselmonde ·
Oud-Mathenesse ·
Oude Noorden ·
Oude Westen ·
Oudeland ·
Overschie ·
Pendrecht ·
Prinsenland ·
Provenierswijk ·
Reyeroord ·
Rubroek ·
Sagenbuurt ·
Scheepvaartkwartier ·
Schiebroek ·
Schiemond ·
's-Gravenland ·
Smeetsland ·
Spaanse Polder ·
Spangen ·
Sportdorp ·
Stadsdriehoek ·
Struisenburg ·
Tarwewijk ·
Terbregge ·
Tussenwater ·
Varenbuurt ·
Vondelingenplaat ·
Vreewijk ·
Waalhaven ·
Westpunt ·
Wielewaal ·
Witte Dorp ·
Zalmplaat ·
Zenobuurt ·
Zestienhoven ·
Zevenkamp ·
Zomerland ·
Zuidwijk